# Callona tricolor
Callona tricolor är en skalbaggsart som beskrevs av Waterhouse 1840. Callona tricolor ingår i släktet Callona och familjen långhorningar.
Artens utbredningsområde är Venezuela. Inga underarter finns listade.